# Donja Kozica (Republika Serbska)
Donja Kozica (cyr. Доња Козица) – wieś w Bośni i Hercegowinie, w Republice Serbskiej, w gminie Oštra Luka. W 2013 roku liczyła 225 mieszkańców.